# لوك سافيل
لوك سافيل (بالإنجليزية: Luke Saville)‏ مواليد 01 فبراير 1994 في جنوب أستراليا. هو لاعب كرة مضرب أسترالي. بدأ مسيرته الاحترافية سنة 2012.

## روابط خارجية
- لوك سافيل على موقع رابطة محترفي التنس (الإنجليزية)
- لوك سافيل على موقع الاتحاد الدولي لكرة المضرب (الإنجليزية)
- لوك سافيل على موقع كأس ديفيز (الإنجليزية)
- لوك سافيل على موقع اتحاد التنس الأسترالي (الإنجليزية)
- لوك سافيل على موقع خلاصة التنس.كوم (الإنجليزية)
- لوك سافيل على موقع إي إس بي إن.كوم (الإنجليزية)
- لوك سافيل على موقع أوليمبيديا (الإنجليزية)